# Biserica „Sfântul Prooroc Samuil” din Focșani
Biserica Proorocul Samuil, fosta mănăstire Roman este un ansamblu de monumente istorice aflat pe teritoriul municipiului Focșani. În Repertoriul Arheologic Național, monumentul apare cu codul 174753.08.
Ansamblul este format din următoarele monumente:
- Biserica „Proorocul Samuil” (cod LMI VN-II-m-A-06447.01)
- Zid de incintă (cod LMI VN-II-m-A-06447.02)

## Biserica „Proorocul Samuil”
Biserica fostei mănăstiri cu hramul „Proorocul Samoil” este o ctitorie voievodală reprezentativă pentru Focșani. Monumentul se află în partea de nord a orașului. Cea dintâi biserică a fost construită din lemn de către Constantin Racoviță Cehan (1749-1753) în prima sa domnie. Pe parcurs în locul bisericii de lemn s-a ridicat alta de piatră primind destinația de mănăstire. Și această mănăstire s-a bucurat de grija domnitorului care a înzestrat-o cu vase sfinte, candele de argint, vii și moșii. Acest așezământ independent la început, a devenit metoc al Mănăstirii din Roman prin hrisovul din 1757. În anul 1767 domnul muntean Ștefan Racoviță a închinat mănăstirea spitalului mănăstirii Sf. Spiridon din Iași, iar mai târziu domnitorul Alexandru Ghica printr-un hrisov a redat dreptul de independență mănăstirii. Așezământul monahal ’’Proorocul Samoil’’ a fost un punct strategic, fiind înconjurat de ziduri înalte în care în anul 1789 se adăposteau armatele turco–române, ținând piept armatelor ruso-austriece. Între timp, după ruinarea clădirilor anexă și a zidului de incintă, acest lăcaș și-a încetat existența ca așezământ monahal devenind biserică de enorie din 1863. A început să fie reparat și îngrijit mai mult și i s-au făcut unele transformări și adăugiri dar s-au păstrat formele ei inițiale. Din cauza cutremurelor din 1977-1979-1986 s-au efectuat lucrări de restaurare și consolidare.